# Церковь Преподобной Марфы
Церковь Преподобной Марфы — церковь, на православное кладбище на улице Антонова в городе Гродно.

## История
Она была построена и приписана к собору Святой Софии (Фара Витовта) в 1848 году. Здесь похоронена мать епископа Нила Марфа Наскович, о чем свидетельствует надпись на плите с восточной стороны церкви.
В издании «Гродненский православный церковный календарь. Православие на Брестско-Гродненской земле в конце XIX века» относится к кирпичному кладбищенскому храму, построенному в 1848 году на средства бывшего архиепископа Иркутского, затем Ярославского Нила для погребения его матери Марфы Наскович, скончавшейся в мае. 4 декабря 1846 года в возрасте 74 лет. В этой церкви, справа от входа, похоронен епископ Брестский Игнатий Железовский, скончавшийся 1 апреля 1871 года в городе Гродно.
Каменная Свято-Воскресенская часовня была построена у ворот кладбища в 1890 году на средства местного жителя Сергея Талочки.

## Архитектура
Церковь выполнена в стиле позднего классицизма. Здание крестообразное в плане, однобашенное, покрыто скатными двускатными крышами. На концах боковых крыльев и апсиды имеются треугольные фронтоны. Оштукатуренные стены опоясаны карнизом, разделенным высокими арочными оконными проемами с коричневыми архивольтами. Фасады усеяны арочными и крестообразными нишами, экседрами, подоконниками. Со стороны главного фасада пристроена квадратная в сечении двухъярусная звонница, перекрытая покатой двускатной крышей с шатровой крышей. На одном ярусе расположен арочный проем главного входа, 2-й ярус пронизан круглыми мансардными окнами и проемами с балками для колоколов. К апсиде пристроена невысокая ризница. В молитвенном зале с плоским потолком появляются деревянные хоры с балюстрадой.